# Xã Bayou, Quận Baxter, Arkansas
Xã Bayou (tiếng Anh: Bayou Township) là một xã thuộc quận Baxter, tiểu bang Arkansas, Hoa Kỳ. Năm 2010, dân số của xã này là 360 người.